# Приріт конголезький
Приріт конголезький (Batis minulla) — вид горобцеподібних птахів прирітникових (Platysteiridae).

## Поширення
Вид поширений у південно-східному Габоні, на півдні Республіки Конго, через захід Демократичної Республіки Конго та північ Анголи на південь до національного парку Кісама, за 70 км від Луанди. Мешкає в тропічних вологих лісах та галерейному лісі.